# Pseudoderopeltis unicolor
Pseudoderopeltis unicolor es una especie de cucaracha del género Pseudoderopeltis, familia Blattidae.

## Distribución
Esta especie se encuentra en Guinea y Camerún.